# Burdigaliense
| Era Eratema | Período Sistema | Época Serie | Subépoca Subserie   | Edad Piso                   | Inicio, en millones de años |
| ----------- | --------------- | ----------- | ------------------- | --------------------------- | --------------------------- |
| Cenozoico   | Cuaternario     | Cuaternario | Cuaternario         | Cuaternario                 | 2,58                        |
| Cenozoico   | Neógeno         | Plioceno    | Tardío / Superior   | Piacenziense Piacenziano    | 3,60                        |
| Cenozoico   | Neógeno         | Plioceno    | Temprano / Inferior | Zancliense Zancliano        | 5,33                        |
| Cenozoico   | Neógeno         | Mioceno     | Tardío / Superior   | Messiniense Mesiniano       | 7,25                        |
| Cenozoico   | Neógeno         | Mioceno     | Tardío / Superior   | Tortoniense Tortoniano      | 11,62                       |
| Cenozoico   | Neógeno         | Mioceno     | Medio               | Serravalliense Serravaliano | 13,82                       |
| Cenozoico   | Neógeno         | Mioceno     | Medio               | Langhiense Langhiano        | 15,98                       |
| Cenozoico   | Neógeno         | Mioceno     | Temprano / Inferior | Burdigaliense Burdigaliano  | 20,45                       |
| Cenozoico   | Neógeno         | Mioceno     | Temprano / Inferior | Aquitaniense Aquitaniano    | 23,04                       |
| Cenozoico   | Paleógeno       | Paleógeno   | Paleógeno           | Paleógeno                   | 66,00                       |

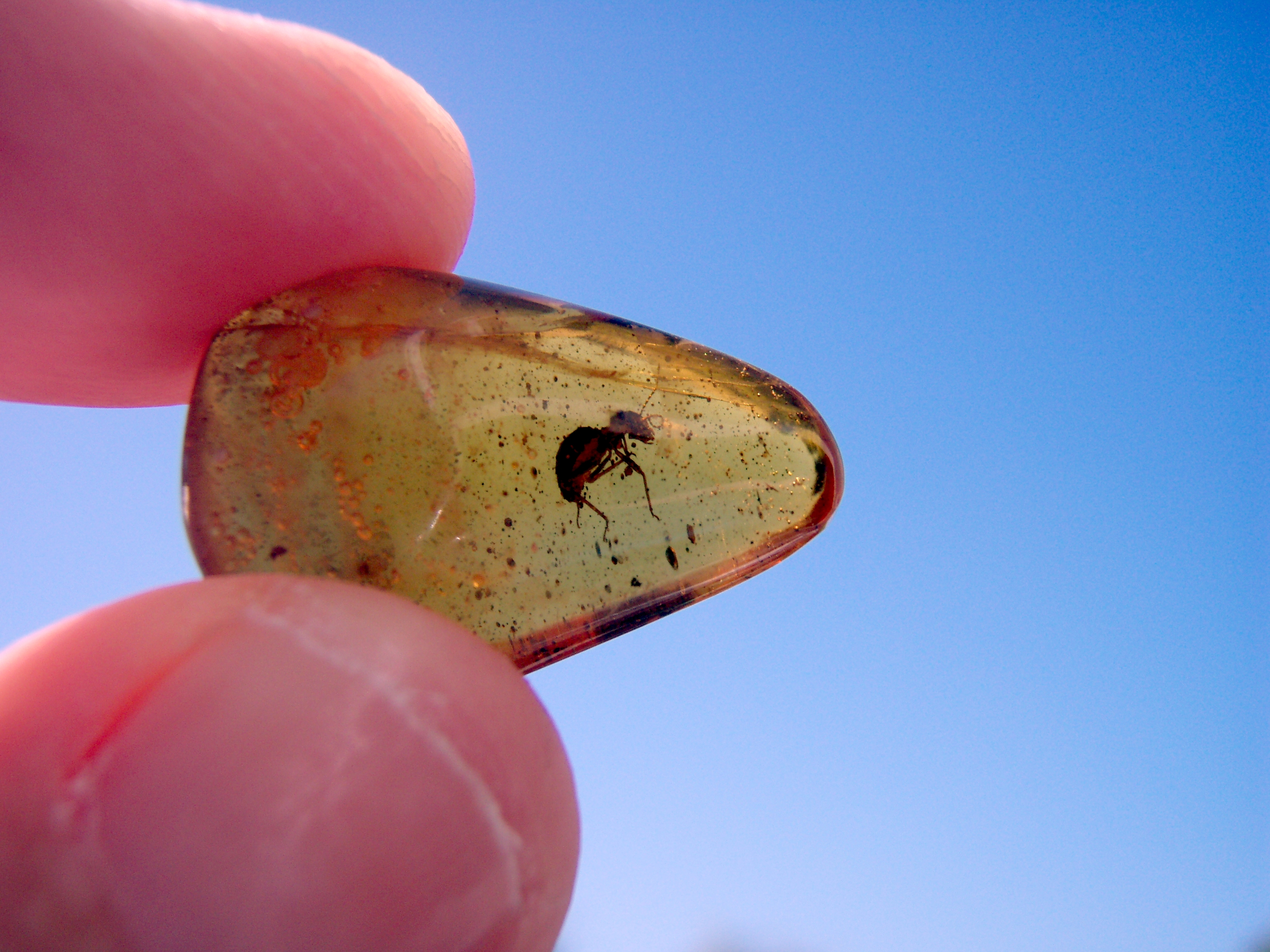
Termita obrera en ámbar dominicano

El Burdigaliense o Burdigaliano es el segundo piso y edad del Mioceno en la escala temporal geológica. Sucede al Aquitaniense y precede al Langhiense. Se inició hace unos 20,45 millones de años y terminó hace unos 15,98 millones de años. Junto al Aquitaniense forma la subserie Mioceno Inferior (subépoca Mioceno Temprano).
El piso Burdigaliense se introdujo en la estratigrafía por el geólogo y paleontólogo francés Charles Depéret en 1892. El nombre proviene de Burdigala, nombre latino de la ciudad de Burdeos (Francia).

## Sección estratotipo y punto de límite global (GSSP)
La sección estratotipo y punto de límite global (GSSP) para la base del Burdigaliense está pendiente de definir por la Comisión Internacional de Estratigrafía. Provisionalmente la base del piso se establece por la primera aparición del foraminífero Globigerinoides altiaperturus y el techo del cron C6An.
El techo del Burdigaliense se corresponde con el GSSP de la base del Langhiense, que se caracteriza por estar muy próximo al techo del cron de polaridad magnética C5Cn.1n.

## Paleontología
Entre las más famosas localidades paleontológicas burdigalienses están el Turritellenplatte de Ermingen en Alemania y los depósitos de ámbar dominicano de La Española.